# 레츠 잇 그랜마
레츠 잇 그랜마(Let's Eat Grandma)는 잉글랜드의 팝 듀오로, 2013년 잉글랜드 노퍽주 노리치에서 결성되었다. 또한 레츠 잇 그랜마의 멤버는 로사 월튼(Rosa Walton)과 제니 홀링워스(Jenny Hollingworth)이며, 두 사람은 어린 시절부터 친구 사이였다. 그리고 레츠 잇 그랜마는 2016년에 데뷔 앨범 I, Gemini를 발매했다.

## 음반 목록
- I, Gemini (2016)
- I'm All Ears (2018)